# Tramvajska linija št. 7 (Szczecin)
Tramvajska linija številka 7 (Krzekowo – Turkusowa) je ena izmed 12 tramvajskih linij javnega mestnega prometa v Szczecinu. Povezuje Pogodno in Zdroje. Ova linija je začela obratovati 1905. Celotna linija je dolga 14,1 kilometrov.
15. junija 2016 je bila trasa linije št. 7 podaljšana od postaja Basen Górniczy (mestne naselje Międzyodrze-Wyspa Pucka) do postaja Turkusowa (mestne naselje Zdroje).

## Trasa
Krzekowo - Żołnierska – Mickiewicza – Bohaterów Warszawy – Krzywoustego – Plac Zwycięstwa – Wyszyńskiego – Energetyków – Gdańska – Eskadrowa – Hangarowa – Jaśminowa - Turkusowa